# أبو عبد الرحمن الأذرمي
أبو عبد الرحمن الأذرمي هو شيخ النسائي وأبي داود من أصحاب الكتب الستة في الحديث. وكان له موقف مشرف من بدعة المعتزلة في القول بخلق القرآن. قال الحافظ المزي في تهذيب الكمال: «...وقال الحافظ أبو بكر الخطيب: كان الواثق بالله أشخص شيخاً من أهل أذنه للمحنة، وناظر بن أبي دؤاد بحضرته، واستعلى عليه الشيخ بحجته، فأطلقه الواثق، ورده إلى وطنه، ويقال: إنه كان أبا عبد الرحمن الأذرمي». وجاء في كتاب «الزهرة»، وفي «ألقاب الشيرازي» ما ملخصه: ...سمعت عبيد الله بن عبد الصمد بن المهتدي سمعت أبي يقول: كنت واقفاً بين يدي المهتدي فذكر حديث الشيخ الذي دعى لمناظرة ابن أبي دؤاد بطوله، وقال الراوي في آخره: وهذا الشيخ أبو عبد الرحمن بن محمد بن إسحاق الأذرمي انتهى.

## مناظرته معأحمد بن أبي دؤاد
دارت مناظرة بين أبي عبد الرحمن الأذَرْمي - روى عنه أبو داود والنسائي وعبد الله بن أحمد بن حنبل وغيرهم، ووثقه أبو حاتم[ ؟ ] والنسائي - وبين أحمد بن أبي دؤاد، في مجلس الخليفة الواثق بالله. أخرجها الخطيب البغدادي في تاريخ بغداد، ومن طريقه ابن الجوزي في مناقب الإمام أحمد، وابن قدامة في التوابين، وأخرجها الذهبي في سير أعلام النبلاء، والآجري في الشريعة، وأوردها ابن كثير في البداية والنهاية.
إمتُحِن الشيخ الأذرمي فلم يقل بخلق القرآن، فبُعث به إلى الخليفة الواثق بالله، فأمر أحمد بن أبي دؤاد أن يناظره، فقال له ما تقول في القرآن، هل هو مخلوق أم غير مخلوق؟ فقال الأذرمي: لم تنصفني يا ابن أبي دؤاد، قبل أن أجيبك أريد أن أسألك خبرني عن مقالتك هذه أهي واجبة داخلة في عقيدة الدين فلا يكون الدين كاملا حتى يقال فيه ما قلت؟!
- قال: نعم.
- فقال الأذرمي أخبرني عن رسول الله صلى الله عليه وسلم حيث بعثه الله تعالى، هل ستر شيئا مما أمر به؟
- فلم يرد ابن أبي دؤاد.
- قال الأذرمي يا أمير المؤمنين، هذه واحدة.
- فقال الواثق نعم هذه واحدة.
- وكان الأذرمي قد طلب من الخليفة الواثق أن يكون شاهدا عليهما.
- قال الأذرمي: أخبرني عن الله سبحانه وتعالى حين قال ﴿....اليوم أكملت لكم دينكم وأتممت عليكم نعمتي ورضيت لكم الإسلام دينا فمن اضطر في مخمصة غير متجانف لإثم فإن الله غفور رحيم﴾ [المائدة: 3] أكان الله تعالى هو الصادق في قوله (اليوم أكملت لكم دينكم) أم أنت الصادق في نقصانه حتى تقول مقالتك؟ فسكت ابن أبي دؤاد.
- فقال الأذرمي يا أمير المؤمنين هذه اثنتان.
- قال الخليفة الواثق نعم اثنتان.
- ثم قال الأذرمي يا ابن أبي دؤاد مقالتك هذه أعلمها رسول الله صلى الله عليه وسلم أم جهلها؟
- قال ابن أبي دؤاد: بل علمها.
- قال الأذرمي فهل دعا الناس إليها؟ فسكت ابن أبي دؤاد. قال الأذرمي يا أمير المؤمنين هذه ثلاث فقال الواثق نعم ثلاث.
- قال الأذرمي: هل اتسع لرسول الله صلى الله عليه وسلم، إن علمها أن يمسك عنها ولا يطالب أمته بها؟!!.
- فقال ابن أبي دؤاد: نعم
- قال الأذرمي: "وهل اتسع لأبي بكر وعمر وعثمان وعلي رضي الله عنهم ذلك؟"
- فقال ابن أبي دؤاد: نعم
- فقال الأذرمي: «أفلا وسعك ما وسع رسول الله صلى الله عليه وسلم ووسع الخلفاء الراشدين بعده؟!!!» فسكت أحمد بن أبو دؤاد.
- وجعل الواثق يقول: «أفلا وسعك ما وسعهم؟ أفلا وسعك ما وسعهم؟ ثم أمر بفك قيد الشيخ الأذرمي»، ولما فكوه أخذ الشيخ ذلك القيد.
- فقال له الواثق لم أخذته؟
- فقال إنني نويت أن أوصي أن يوضع بين جلدي وكفني عندما أموت، حتى أخاصم به هذا الظالم عند الله تعالى يوم القيامة، فأقول له يارب لم قيًدني وروع أهلي ثم بكي، فبكي الواثق ومن حضر المجلس. وسأله الواثق أن يجعله في حلٍ من ترويعه وتعذيبه وأمر له بأربعمائة دينار، فقال لا حاجة لي بها ولم يأخذها. وبعد هذه المناظرة أمسك الواثق عن التمادي في القول بخلق القرآن.

## قالوا عنه
- قال عنه الحافظ أبو علي الجياني في كتابه «شيوخ أبي داود»: ثقة.
- وقال مسلمة في كتاب «الصلة»: لا بأس به، وذكره ابن حبان في كتاب «الثقات»، وخرج حديثه في «صحيحه» وكذلك الحاكم[ ؟ ]، وقال النسائي: لا بأس به.
- وفي كتاب الصريني: كان جميل الوجه تام القامة حسن الشيبة.